# Нуссгоф
Нуссгоф (нім. Nusshof) — громада  в Швейцарії в кантоні Базель-Ланд, округ Зіссах.

## Географія
Громада розташована на відстані близько 70 км на північний схід від Берна, 6 км на схід від Лісталя.
Нуссгоф має площу 1,7 км², з яких на 4,6% дозволяється будівництво (житлове та будівництво доріг), 54,9% використовуються в сільськогосподарських цілях, 40,5% зайнято лісами, 0% не є продуктивними (річки, льодовики або гори).

## Демографія
2019 року в громаді мешкало 262 особи (+22,4% порівняно з 2010 роком), іноземців було 11,8%. Густота населення становила 152 осіб/км².
За віковим діапазоном населення розподілялося таким чином: 20,2% — особи молодші 20 років, 59,9% — особи у віці 20—64 років, 19,8% — особи у віці 65 років та старші. Було 107 помешкань (у середньому 2,4 особи в помешканні).
Із загальної кількості 76 працюючих 27 було зайнятих в первинному секторі, 4 — в обробній промисловості, 45 — в галузі послуг.